# 瑞典的克里斯蒂娜公主
克里斯蒂娜公主（瑞典語：Christina Louise Helena Magnuson，1943年8月3日—），古斯塔夫·阿道夫親王的幼女，卡爾十六世·古斯塔夫的四姐。

## 家庭
1974年，克里斯蒂娜與企業高管托爾德·馬格努松結婚，兩人共有三個兒子：
- 卡爾·古斯塔夫·維克多（1975年—）
- 托爾德·奧斯卡·弗雷德里克（1977年—）
- 維克多·愛德蒙·雷納德（1980年—）